# Muscoe Russell Hunter Garnett

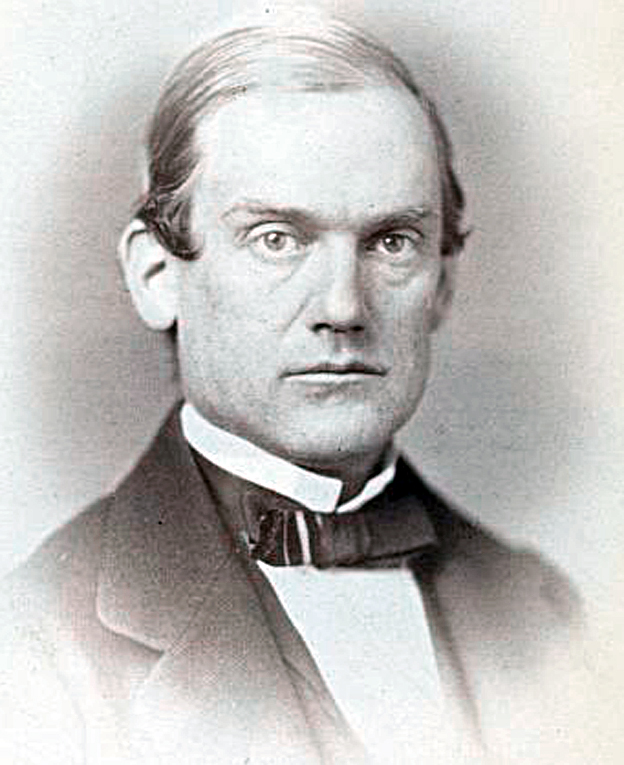
Muscoe Russell Hunter Garnett (1859)

Muscoe Russell Hunter Garnett (* 25. Juli 1821 bei Loretto, Essex County, Virginia; † 14. Februar 1864 ebenda) war ein US-amerikanischer Politiker. Zwischen 1856 und 1861 vertrat er den Bundesstaat Virginia im US-Repräsentantenhaus; anschließend gehörte er dem Konföderiertenkongress an.

## Werdegang
Muscoe Garnett war der Enkel des Kongressabgeordneten James M. Garnett (1770–1843) und Neffe von Robert Mercer Taliaferro Hunter (1809–1887), der den Staat Virginia in beiden Kammern des Kongresses vertrat. Er wurde auf dem Familienanwesen Elmwood nahe Loretto geboren und zu Hause unterrichtet. Danach studierte er bis 1839 an der University of Virginia in Charlottesville Literatur. Nach einem anschließenden Jurastudium an derselben Universität und seiner 1842 erfolgten Zulassung als Rechtsanwalt begann er in Loretto in diesem Beruf zu arbeiten. Gleichzeitig schlug er als Mitglied der Demokratischen Partei eine politische Laufbahn ein. In den Jahren 1850 und 1851 nahm er als an Versammlungen zur Überarbeitung der Verfassung von Virginia teil. 1852 und 1856 war Garnett Delegierter zu den jeweiligen Democratic National Conventions, auf denen Franklin Pierce und später James Buchanan als Präsidentschaftskandidaten nominiert wurden. Zwischen 1853 und 1856 saß er im Abgeordnetenhaus von Virginia.
Nach dem Tod des Abgeordneten Thomas H. Bayly wurde Garnett bei der fälligen Nachwahl für den ersten Sitz von Virginia als dessen Nachfolger in das US-Repräsentantenhaus in Washington, D.C. gewählt, wo er am 1. Dezember 1856 sein neues Mandat antrat. Nach zwei Wiederwahlen konnte er bis zum 3. März 1861 im Kongress verbleiben. Seine dortige Zeit war von den zunehmenden Spannungen im Vorfeld des Bürgerkrieges geprägt. Garnett schloss sich der Sezessionsbewegung an und war im Jahr 1861 Delegierter auf der Versammlung, auf der der Austritt des Staates Virginia aus der Union beschlossen wurde. Zwischen 1862 und 1864 war er Abgeordneter im Repräsentantenhaus der Konföderierten Staaten. Er starb am 14. Februar 1864 auf dem Familiensitz Elmwood an Typhus.